# Elena Jemaeva
Elena Viktorovna Jemaeva (em russo: Елена Викторовна Жемаева; Dolgoprudny, 30 de março de 1971) é uma ex-esgrimista russa-soviética especialista em sabre.
Jemaeva iniciou no florete e chegou a integrar a equipe russa, mas mudou para o sabre em meados da década de 1990, período no qual os eventos femininos de sabre foram introduzidos nas principais competições. No entanto, a Federação Russa de Esgrima não acreditou que esses eventos fossem introduzidos num futuro próximo e liberou Jemaeva para representar o Azerbaijão.
Ela conquistou sete medalhas mundiais, incluindo um bicampeonato individual. Tornou-se também a primeira esgrimista campeã mundial de sabre em 1999.

## Biografia
Jemaeva nasceu na cidade de Dolgoprudny, oblast de Moscou, na antiga União Soviética. No início da carreira, ela ingressou no esporte através do florete e chegou a integrar a equipe russa; contudo, passou a praticar o sabre assim que as competições femininas desta arma foram introduzidas nas principais competições. No entanto, a Rússia, através de sua federação, considerou que a categoria não seria incluída nos Jogos Olímpicos num futuro próximo. Por conseguinte, Jemaeva começou a representar o Azerbaijão em 1999. Logo em suas primeiras participações, Jemaeva se consagrou campeã europeia e mundial em 1999. No ano seguinte, repetiu o feito mundial. No total, conquistou sete medalhas mundiais e quatro europeias.
Em Atenas, Jemaeva disputou o evento individual dos Jogos Olímpicos de 2004, quando oi eliminada pela norte-americana Mariel Zagunis. Esta última, mais tarde, conquistaria o título olímpico.
Jemayeva é casada com esgrimista campeão olímpico e mundial Ilgar Mammadov. O casal têm duas filhas: Milena e Ayla.

## Palmarès
- Campeonato Mundial:[1]
  -  ouro no sabre individual: 1999 e 2000.
  -  prata no sabre individual: 2002.
  -  bronze no sabre individual: 2001.
  -  bronze no sabre por equipes: 1999, 2002 e 2003.
- Campeonato Europeu:[1]
  -  ouro no sabre individual: 1999.
  -  bronze no sabre individual: 2000.
  -  bronze no sabre por equipes: 2002 e 2003.